# Giovanni Arpino
Giovanni Arpino (Pola, 27 gennaio 1927 – Torino, 10 dicembre 1987) è stato uno scrittore, giornalista e poeta italiano; vinse il Premio Strega nel 1964 e il Premio Campiello nel 1980.

## Biografia
Giovanni Arpino nasce in Istria a Pola (all'epoca ancora italiana), dove il padre, Tomaso Arpino, ufficiale di carriera napoletano, era di guarnigione; per disposizioni del Regio Esercito, dal 1932 al 1943 la famiglia vive a Piacenza (dove Arpino frequenta le scuole elementari e medie). Si trasferisce prima a Bra, città d'origine di sua madre, Maddalena Bercia, dove sposa Caterina Brero, e poi a Torino, dove rimane per il resto della sua vita. Laureatosi in Lettere presso l'Università degli Studi di Torino con una tesi su Sergej Aleksandrovič Esenin nel 1951, nell'anno successivo esordisce nella letteratura con il romanzo Sei stato felice, Giovanni, pubblicato da Einaudi. Nel Pioniere del 1961 al nº 1 venne pubblicato il racconto Mille e una luna.
Fa conoscere in Italia lo scrittore Osvaldo Soriano e vince il Premio Strega nel 1964 con L'ombra delle colline, il premio Moretti d'oro nel 1969 con Il buio e il miele, il Premio Selezione Campiello nel 1972 con Randagio è l'eroe e il Premio Campiello nel 1980 con Il fratello italiano. I suoi romanzi sono caratterizzati da uno stile asciutto e ironico. Scrive anche drammi, racconti, epigrammi e novelle per l'infanzia. Nel 1982 vince il Premio Cento per Il contadino Genè.
Grande appassionato di calcio, nel 1977 pubblica il romanzo Azzurro tenebra. Nel 1978 segue i Mondiali in Argentina per il quotidiano torinese La Stampa. Nel 1980 comincia una collaborazione con il quotidiano milanese il Giornale di Indro Montanelli, scrivendo di cronaca, costume e cultura.
Accanito fumatore (numerose le pose che lo ritraggono con la sigaretta in bocca), muore a Torino il 10 dicembre 1987, a 60 anni, a causa di un carcinoma. È sepolto nel cimitero di Bra.

## Intitolazioni
- Giovanni Arpino era particolarmente legato alla città della sua giovinezza, Bra, la quale gli ha dedicato una piazza, un Centro culturale polifunzionale e un premio di letteratura per ragazzi. Il 18 marzo 2017 la biblioteca civica di Bra ha cambiato nome diventando “biblioteca civica Arpino”;
- La città di Torino gli ha intitolato una via nel nuovo quartiere ricavato nell'area ex-Venchi Unica, vicino a piazza Massaua;
- Anche il comune di Pianezza gli ha intitolato una via;
- Allo scrittore è intitolata, dal 2006, la biblioteca civica di Nichelino.

## Opere
Giovanni Arpino scrisse sedici romanzi e quasi duecento racconti; fu autore di raccolte di poesie e di libri per ragazzi.

### Romanzi
- Sei stato felice, Giovanni, Torino, Einaudi, 1952.
- Gli anni del giudizio, Torino, Einaudi, 1958.
- La suora giovane, Torino, Einaudi, 1959.
- Un delitto d'onore, Milano, A. Mondadori, 1961.
- Una nuvola d'ira, Milano, A. Mondadori, 1962.
- L'ombra delle colline, Milano, A. Mondadori, 1964.
- Un'anima persa, Milano, A. Mondadori, 1966.
- Il buio e il miele, Milano, Rizzoli, 1969.
- Randagio è l'eroe, Milano, Rizzoli, 1972.
- Domingo il favoloso, Torino, Einaudi, 1975.
- Il primo quarto di luna, Torino, Einaudi, 1976.
- Azzurro tenebra, Torino, Einaudi, 1977.
- Il fratello italiano, Milano, Rizzoli, 1980.
- La sposa segreta, Milano, Garzanti, 1983.
- Passo d'addio, Torino, Einaudi, 1986.
- La trappola amorosa, Milano, Rusconi, 1988.

### Raccolte di racconti
- La babbuina e altre storie, Milano, A. Mondadori, 1967.
- 27 racconti, Milano, A. Mondadori, 1968.
- La pietra, il ragazzo, il vento, in Racconti dello sport, Milano, A. Mondadori, 1972.
- Racconti di vent'anni, Milano, A. Mondadori, 1974. [contiene La babbuina e altre storie, 27 racconti e 25 altri testi brevi]
- Tutti i racconti

I, Un gran mare di gente, Milano Rizzoli, 1981.
II, Raccontami una storia, Milano Rizzoli, 1982.
- Regina di cuoi, a cura di Cetta Bernardo, Bra, Cassa di Risparmio di Bra, 1989.
- Storie d'altre storie, Torino, Lindau, 2015. [riedizione parziale di Racconti di vent'anni]

### Biografie
- Vita, tempeste, sciagure di Salgari il padre degli eroi, con Roberto Antonetto, Milano, Rizzoli, 1982.

### Scritti giornalistici
- Nel bene e nel male, Torino, La Stampa, 1989.
- Lettere scontrose. 52 lettere e una risposta, Postfazione di Bruno Quaranta, Roma, Minimum Fax, 2020, ISBN 978-88-338-9150-7.

### Scritti critici
- Area di rigore. Rapporto sugli anni Settanta del calcio italiano, con Alfio Caruso, Torino, SEI, 1979.
- Calcio nero. Fatti e misfatti dello sport più popolare d'Italia, con Alfio Caruso, Milano, Feltrinelli, 1980.

### Teatro
- L'uomo del bluff (1967)
- Donna amata dolcissima

### Poesie
- Dov'è la luce? (1946)
- Barbaresco, Milano, Edizioni della meridiana, 1954.
- Il prezzo dell'oro, Milano, A. Mondadori, 1957.
- Fuorigioco, Milano, Rizzoli, 1970.
- Bocce ferme. Epigrammi e ritratti piemontesi, con una nota introduttiva di Francesco Rosso, Torino, Piazza, 1982.
- Sere in Via Fossaretto[è una poesia? Di che anno?]

### Libri per ragazzi
- Rafè e Micropiede, Torino, Einaudi, 1959.
- Le mille e una Italia, Torino, Einaudi, 1960.
- L'assalto al treno e altre storie, Torino, Einaudi, 1966.
- Il contadino Genè, Milano, Garzanti, 1982.
- Avventure di corte e di cortile, Milano, Garzanti, 1990.

### Opere raccolte
- Opere, 5 voll., a cura di Giorgio Bárberi Squarotti, Milano, Rusconi, 1991-1992.
- Opere scelte, a cura e con un saggio introduttivo di Rolando Damiani, Milano, Mondadori, 2005.

### Epistolari
- Lettere a Rina, 1950-1962, a cura di Alberto Sisti e Rosella Zanini, Torino, Aragno, 2013. [167 lettere scritte alla moglie Caterina Brero]

### Altro
- Fiabe piemontesi, scelte da Gian Luigi Beccaria e tradotte da Giovanni Arpino, Milano, A. Mondadori, 1982.
- Serghej A. Esenin. L'estremo cantore dell'antica Russia di fronte alla rivoluzione, prefazione di Vittorio Strada, Venezia, Marsilio, 1997. [tesi di laurea di Arpino]

## Filmografia
- Divorzio all'italiana regia di Pietro Germi (1962) è un famoso film del genere commedia all'italiana liberamente tratto dal romanzo drammatico Un delitto d'onore.
- Dal romanzo La suora giovane, nel 1964 è stato tratto l'omonimo film diretto da Bruno Paolinelli con Laura Efrikian nel ruolo di Serena e musiche di Teo Usuelli. La trama del film del 1975 La novizia con Gloria Guida ha dei lontani punti di contatto con il romanzo stesso.
- In Renzo e Luciana, episodio di Boccaccio '70, tratto da L'avventura di due sposi di Italo Calvino, regia di Mario Monicelli (1962), è sceneggiatore insieme allo stesso Calvino, Suso Cecchi D'Amico e Mario Monicelli.
- Dal suo racconto Il buio e il miele è stato tratto il film Profumo di donna (1974) di Dino Risi, con Vittorio Gassman nel capitano Fausto Consolo e Agostina Belli in Sara. Il film ha vinto il David di Donatello per la miglior regia e miglior attore, è stato candidato all'Oscar, e ha vinto il premio al miglior attore al Festival di Cannes e il Premio César come miglior film straniero. Il soggetto è stato ripreso nel 1992 in una produzione americana, Scent of a Woman, di Martin Brest (con Al Pacino, premio Oscar nel 1993).
- Nel 1977 sempre Dino Risi ha diretto Anima persa, adattamento cinematografico del romanzo Un'anima persa, con Vittorio Gassman (nella parte di Fabio Stolz) e Catherine Deneuve (Elisa Stolz). Il film presenta differenze nell'ambientazione (da Torino a Venezia) e nell'introduzione del personaggio di Beba, primogenita di Elisa.
- Nel 1991 nel documentario Un livre un jour interpreta se stesso.